# Persone di nome Primo
| Questa pagina contiene informazioni ricavate automaticamente dalle voci biografiche con l'ausilio del template Bio e di un bot. L'aggiornamento è periodico e automatico e ricostruisce completamente la pagina. Se manca una persona in questa lista, sei pregato di non aggiungerla, ma accertati piuttosto che la sua voce biografica contenga il template Bio e che i dati anagrafici siano correttamente compilati. Se il template Bio manca, inseriscilo tu stesso o, in alternativa, metti l'avviso {{tmp\|Bio}} che ne segnala la mancanza. Se i dati riportati sono sbagliati, correggi direttamente la voce biografica; le modifiche saranno visibili in questa lista entro pochi giorni. Per chiarimenti vedi il progetto antroponimi. La lista contiene solo le 69 persone che sono citate nell'enciclopedia e per le quali è stato implementato correttamente il template Bio. Pagina aggiornata al 22 lug 2025. |

Questa è una lista di persone presenti nell'enciclopedia che hanno il nome Primo, suddivise per attività principale.

## Allenatori di calcio(3)
- Primo Berlinghieri, allenatore di calcio e ex calciatore italiano (Milano, n. 1963)
- Primo Giannotti, allenatore di calcio uruguaiano
- Primo Maragliulo, allenatore di calcio, dirigente sportivo e ex calciatore italiano (Lecce, n. 1961)

## Anatomisti(1)
- Primo Dorello, anatomista italiano (Narni, n. 1872 - † 1963)

## Armatori(1)
- Primo de' Castro, armatore, militare e politico italiano (Genova)

## Attori(2)
- Primo Cuttica, attore italiano (Alessandria, n. 1876 - Sant'Ilario, † 1921)
- Primo Reggiani, attore italiano (Roma, n. 1983)

## Avvocati(1)
- Primo Savani, avvocato, politico e partigiano italiano (Berceto, n. 1897 - Parma, † 1977)

## Bobbisti(1)
- Primo Martinelli, ex bobbista italiano (Erto, n. 1942)

## Calciatori(7)
- Primo Andrighetto, calciatore italiano (Schio, n. 1917 - Schio, † 1963)
- Primo Bay, calciatore italiano (Buenos Aires, n. 1900 - † 1978)
- Primo Danieli, calciatore italiano (Milano, n. 1899 - † 1964)
- Primo Luigi Galasi, calciatore e allenatore di calcio italiano (Cremona, n. 1940 - † 2019)
- Primo Germano, calciatore italiano (Pozzuolo del Friuli, n. 1938 - Terenzano, † 1997)
- Primo Sentimenti, calciatore e allenatore di calcio italiano (Bomporto, n. 1926 - Bomporto, † 2016)
- Primo Zanotta, calciatore italiano

## Canottieri(1)
- Primo Baran, canottiere italiano (Treviso, n. 1943)

## Ciclisti su strada(4)
- Primo Mori, ex ciclista su strada italiano (San Miniato, n. 1944)
- Primo Nardello, ciclista su strada italiano (Bisuschio, n. 1937 - Porto Ceresio, † 2023)
- Primo Volpi, ciclista su strada italiano (Castiglione d'Orcia, n. 1916 - Empoli, † 2006)
- Primo Zuccotti, ciclista su strada italiano (Serravalle Scrivia, n. 1915 - Montevideo, † 2004)

## Compositori(1)
- Primo Bandini, compositore italiano (Parma, n. 1857 - Piacenza, † 1929)

## Dirigenti sportivi(3)
- Primo Cavellini, dirigente sportivo italiano (Pontremoli, n. 1877 - Brescia, † 1963)
- Primo Franchini, dirigente sportivo e ex ciclista su strada italiano (Sala Bolognese, n. 1941)
- Primo Nebiolo, dirigente sportivo italiano (Torino, n. 1923 - Roma, † 1999)

## Fantini(1)
- Primo Arzilli, fantino italiano (Campiglia Marittima, n. 1912 - Grosseto, † 1992)

## Giornalisti(1)
- Primo Di Nicola, giornalista e politico italiano (Castellafiume, n. 1952)

## Hockeisti su ghiaccio(1)
- Primo Fontanive, ex hockeista su ghiaccio e allenatore di hockey su ghiaccio italiano (Rocca Pietore, n. 1957)

## Hockeisti su prato(1)
- Primo Meozzi, hockeista su prato italiano (Trieste, n. 1928 - Udine, † 1971)

## Mezzofondisti(1)
- Primo Brega, mezzofondista italiano (Tivoli, n. 1892 - † 1955)

## Militari(4)
- Primo Gibelli, militare italiano (Milano, n. 1893 - Madrid, † 1936)
- Primo Longobardo, militare e marinaio italiano (La Maddalena, n. 1901 - Oceano Atlantico, † 1942)
- Primo Marzi, ufficiale italiano (Trieste, n. 1921 - Trieste, † 2010)
- Primo Sarti, militare e marinaio italiano (Ravenna, n. 1909 - Mar Tirreno, † 1944)

## Notai(1)
- Primo Lagasi, notaio e politico italiano (Bedonia, n. 1853 - Bedonia, † 1936)

## Partigiani(5)
- Primo Bandini, partigiano italiano (Ravenna, n. 1914 - Ravenna, † 1944)
- Primo Cai, partigiano e militare italiano (Dovadola, n. 1922 - Cefalonia, † 1943)
- Primo Cresta, partigiano italiano (Vicenza, n. 1922 - Vicenza, † 2003)
- Primo Lacchini, partigiano italiano (Alfonsine, n. 1926 - Sant'Alberto, † 1944)
- Primo Visentin, partigiano italiano (Riese Pio X, n. 1913 - Loria, † 1945)

## Pistard(1)
- Primo Magnani, pistard italiano (Milano, n. 1892 - Milano, † 1969)

## Pittori(3)
- Primo Panciroli, pittore italiano (Roma, n. 1875 - Acireale, † 1946)
- Primo maestro di Lecceto, pittore italiano
- Primo Sinopico, pittore e illustratore italiano (Cagliari, n. 1889 - Milano, † 1949)

## Politici(8)
- Primo Buzzetti, politico italiano (Sondrio, n. 1926 - † 2009)
- Primo Galdelli, politico italiano (Serra San Quirico, n. 1950)
- Primo Greganti, politico italiano (Jesi, n. 1944)
- Primo Gregori, politico italiano (Monteprandone, n. 1932 - San Benedetto del Tronto, † 1979)
- Primo Lucchesi, politico italiano (Camaiore, n. 1912 - Roma, † 1985)
- Primo Romolo Palenzona, politico e sindacalista italiano (Rivarolo, n. 1897 - Genova, † 1963)
- Primo Schiavon, politico italiano (Silea, n. 1907 - † 1994)
- Primo Silvestri, politico italiano (Crespadoro, n. 1913 - Bassano del Grappa, † 2003)

## Presbiteri(1)
- Primo Mazzolari, presbitero, scrittore e partigiano italiano (Cremona, n. 1890 - Cremona, † 1959)

## Pugili(3)
- Primo Carnera, pugile, lottatore e attore italiano (Sequals, n. 1906 - Sequals, † 1967)
- Tiberio Mitri, pugile e attore cinematografico italiano (Trieste, n. 1926 - Roma, † 2001)
- Primo Zamparini, pugile italiano (Fabriano, n. 1939 - Fabriano, † 2024)

## Registi(2)
- Primo Giroldini, regista e produttore cinematografico italiano (Parma, n. 1958)
- Primo Zeglio, regista, sceneggiatore e pittore italiano (Buronzo, n. 1906 - Roma, † 1984)

## Scrittori(4)
- Primo Levi, scrittore, chimico e partigiano italiano (Torino, n. 1919 - Torino, † 1987)
- Primo Levi, scrittore e giornalista italiano (Ferrara, n. 1853 - Roma, † 1917)
- Primo Moroni, scrittore italiano (Milano, n. 1936 - Milano, † 1998)
- Primo Piovesan, scrittore, attore teatrale e giornalista italiano (Alessandria, n. 1891 - Vicenza, † 1945)

## Scultori(1)
- Primo Giudici, scultore italiano (Viggiù, n. 1852 - Lodi, † 1905)

## Sindacalisti(1)
- Primo Tapia de la Cruz, sindacalista e anarchico messicano (Naraja, n. 1885 - † 1926)

## Storici(1)
- Primo Uccellini, storico e politico italiano (Ravenna, n. 1804 - Ravenna, † 1882)

## Vescovi(1)
- Primo di Alessandria, vescovo greco antico (Egitto - Alessandria d'Egitto, † 121)

## Vescovi cattolici(2)
- Primo Gasbarri, vescovo cattolico italiano (Viterbo, n. 1911 - Roma, † 1989)
- Primo, vescovo cattolico italiano († 1018)

## Senza attività specificata(1)
- Primo martire, romano